# 고마쓰히메
코마츠히메(일본어: 小松姫 고마쓰히메[*]), 덴쇼 원년 (1573년) - 겐나 6년 2월 24일 (1620년 3월 27일))는 아즈치모모야마 시대부터 에도 시대 초기에 걸쳐 살은 여성이다. 우에다번 및 마츠시로번의 초대 번주 사나다 노부유키의 정실이다. 도쿠가와씨 후다이 가신인 혼다 타다카츠의 딸이다. 아명은 오네이(於子亥)이다. 고마쓰도노(小松殿), 이나히메(稲姫) 라고도 불린다. 도쿠가와 이에야스 또는 도쿠가와 히데타다의 양녀로, 사나다 노부유키에게 시집을 가, 노부마사, 노부시게, 만 (코리키 타다후사의 아내), 마사 (사쿠마 카츠무네의 아내) 등을 낳았다.

## 생애

### 출생
덴쇼 원년 (1573년), 혼다 타다카츠와 마츠다이라 겐테츠의 딸 사이에서 장녀 (첫째 아이)로 태어났다. 아명은 오네이(於子亥), 이나히메(稲姫)이다. 형제로는 모리히메 (오쿠다이라 이에마사의 아내), 혼다 타다마사, 혼다 타다토모 등이 있다.
아버지 타다카츠는 마츠다이라씨 및 도쿠가와씨의 가신으로서 에이로쿠 3년 (1560년)의 오오다카성 전투에서 첫 출진 이후, 아네가와 전투, 나가시노 전투, 코마키ㆍ나가쿠테 전투 등에 전공을 세워, 사카이 타다츠구, 사카키바라 야스마사, 이이 나오마사와 함께 도쿠가와 사천왕으로 칭해진 인물이다. 또한 혼다씨는 타다카츠의 아버지인 타다타카, 숙부인 타다자네, 할아버지인 타다토요가 모두 전투 중 전사하는 등, 무문(武門)의 가계이기도 했다.

### 사나다씨와 결혼
<혼인 시기>도 참조
덴쇼 10년 (1582년) 10월 말, 도쿠가와ㆍ호죠 동맹 성립에 의한 덴쇼진고의 난 종결 후, 누마타 영지 (아가츠마ㆍ토네군)의 인도 문제나, 덴쇼 13년 (1585년) 윤8월의 제 1차 우에다 전투, 덴쇼 14년 (1586년) 7월, 사나다 정벌 등에서 대립 항쟁을 계속하던 도쿠가와 이에야스와 사나다 마사유키가, 덴쇼 15년 (1587년) 3월, 도요토미 히데요시의 명에 의해 마사유키를 이에야스의 유력 다이묘로 하는 것으로 결정된 것을 계기로 코마츠히메와 사나다 노부유키와의 혼인이 성립되었다. 이는 양가의 관계를 긴밀히 하려는 목적이 있었다고 보여지며, 히데요시의 의향에 의한 것이었다는 설도 남아있어, 시기적인 상황에서 그 가능성도 있다고 보여진다.

### 도요토미 정권하의 동정
덴쇼 17년 (1589년)부터 도요토미 정권에서는 여러 다이묘의 아내와 아이를 쥬라쿠테이, 후시미성, 오사카성 죠카에 건설된 무가 저택에 거주시켰는데, 코마츠히메도 그에 따라 노부유키의 저택에 거주했을 것으로 보인다. 코마츠히메가 시집갈 당시, 노부유키는 이미 사나다 노부츠나의 딸 (세이인인덴)을 정실로 맞이하고 있었는데, 이후 기록에서 세이인인덴은 "家女"로 기록되어 측실 대우를 받게 된 것으로 보인다. 이로써 노부유키와 코마츠히메의 혼인 이후, 성주와 그 가족 생활터인 "오쿠(奥)"를 관장할 권리 전반이 코마츠히메에게 옮겨졌다고 볼 수 있다. 한편, 역사학자 쿠로다 모토키는 그러한 서열로 표현하는 것이 타당한지의 여부는 재고의 여지가 있다며, 정권 본거지에 거주하는 코마츠히메가 대외적인 활동을 하는 아내, 노부유키의 영지인 코즈케국 누마타성에 살고있는 세이인인덴이 영지에서의 아내로서의 역할을 담당한 것이 아닌가 추측하고 있다.
노부유키에게는 3남 2녀의 자녀가 있었는데, 장남 노부요시를 제외한, 장녀 만, 차녀 마사, 차남 노부마사, 3남 노부시게는 코마츠히메의 소생으로 여겨지고 있다. 또한, 장남 노부요시에 대해서는 세이인인덴의 친자라는 설과 코마츠히메의 친자라는 설이 있다.

### 도쿠가와 정권하의 동정
<누마타 오마모리성>도 참조

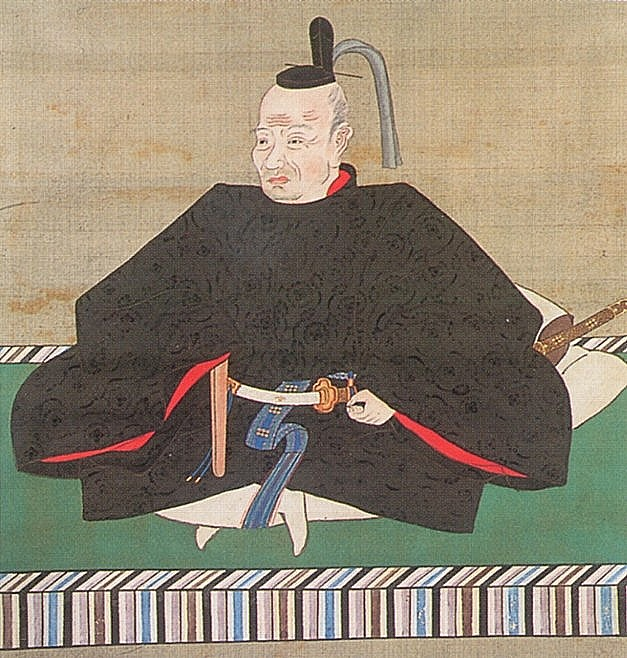
남편 사나다 노부유키

게이초 5년 (1600년) 9월, 세키가하라 전투 전후 처리 때, 노부유키는 이에야스가 이끄는 동군에 속해 전공을 세웠기 때문에, 원래의 코즈케국 누마타령 (이와히즈령 포함)을 안도받았는데, 아버지 마사유키가 다스리던 시나노국 우에다령, 동생 노부시게의 지행을 가증받았다. 이로써 노부유키는 8만 4천석, 또는 우에다령 (약 6만 5천석)과 누마타령 (약 3만 석)을 합쳐 9만 5천석의 다이묘로서 존속하게 되었다.
서군에 속한 마사유키와 노부시게는 노부유키와 코마츠히메의 아버지 혼다 타다카츠와 혼다 마사노부 등의 탄원도 있어, 키이국 고야산으로 유배가게 되었지만, 그 후에도 노부유키는 마사유키, 노부시게 일행의 원조를 했고, 병을 앓은 마사유키의 구명 탄원을 반복했다. 또한, 마사유키가 노부유키의 가신에게 보낸 서한이 고료인 (코마츠히메)의 소식에 감사를 표하는 애용이 기록되어 있어, 남편과 마찬가지로 코마츠히메도 마사유키를 배려했을 것으로 추측된다.
이후, 이에야스는 게이초 8년 (1603년)에 정이대장군에 취임하여 정무를 행하고, 도요토미 정권과 마찬가지로 여러 다이묘의 아내와 자식들을 정권 본거지에 거주하게 했는데, 코마츠히메도 에도의 다이묘 저택에 거주한 것으로 보인다. 다만, 처음에는 노부유키의 어머니 야마노테도노가 에도 저택에, 누마타성에는 코마츠히메가 거주하고, 게이초 18년 (1613년) 6월에 야마노테도노가 사망한 소식을 듣고, 코마츠히메가 에도의 저택으로 옮겨 살았다고도 추측된다.
코마츠히메의 아버지 혼다 타다카츠는 세키가하라 전투의 공적으로 이세국 쿠와나번으로 이봉되었고, 오타키번은 코마츠히메의 동생 타다토모가 이었다. 이 시기 타다카츠로부터는 노부유키의 가신 유모토 사부로우에몬 위독 앞으로 코마츠히메를 배려하는 서한이 보내져, 노부유키와 타다카츠 일족 사이에 친밀한 관계가 구축되는 등, 코마츠히메와의 친척을 통해 교류가 도모되었다.
게이초 19년 (1614년)부터 게이초 20년 (1615년)의 오사카의 진에서, 병 요양 중인 노부유키를 대신해, 장남 노부요시와 차남 노부마사가 혼다 타다토모의 군 휘하에 들어가 출진하였다. 코마츠히메에게서는 겨울의 진 때, 노부유키의 중신 키무라 츠나나리와 그의 아내에게, 노부유키는 병 요양때문에 출진이 이루어지지 않은 것, 노부요시와 노부마사가 누마타성에서 급히 출진한 것, 노부시게가 오사카성에 입장한 것을 알리는 내용의 서장이, 여름의 진때에는 노부요시의 가신 안나카 사쿠자에몬 앞으로 "카와치도노 (노부요시)에 대해서는 젊기 때문에, 이즈도노 (노부유키)처럼 할 수 없을 것입니다. (중략) 이즈도노를 해임해 진중정을 맡기고 봉공을 부탁합니다" 라고 전투 경험이 부족한 노부요시를 배려해, 그의 보좌를 의뢰하는 서장이 남아있다.

### 말년과 사망
양부 이에야스는 에도 막부 개설 이래 정토종을 보호하는 정책을 펼쳤으나, 무사시국 코노스쥬쿠에 있는 쇼간지의 2세 주지 円誉不残에게 귀의했다. 円誉는 불교학에 정통한 학승이었기 때문에, 이에야스의 어전에서 교리 해석을 하는 등 중용되었다. 코마츠히메도 이에야스의 권유로 円誉에게 귀의하였으나, 동시에 약사여래상을 배령하여 평생 신앙을 이어갔다. 
겐나 6년 (1620년) 봄, 코마츠히메는 병을 앓아 쿠사츠 온천에서의 탕치(湯治)를 위해, 에도에서 쿠사츠로 향하던 중, 2월 24일 (3월 27일) 무사시국 코노스에서 죽었다. 향년 48세, 계명은 大蓮院殿英誉皓月大禅定尼이다.
무덤은 앞에 쓴 쇼간지와 코즈케국 누마타에 있는 쇼가쿠지, 시나노국 우에다에 있는 호센지 (당시는 조후쿠지)의 3개 사찰로 분골되었다. 이 중, 시나노국 우에다의 호센지의 묘는 1주기 때 노부유키에 의해 건립되었다. 또한 무사시국의 쇼간지에 있는 묘는 코마츠히메가 생전에 같은 절의 2세 주지 円誉不残에게 깊이 귀의하고 있었기 때문에 차녀 미슈인에 의해 묘석이 건립된 것이며, 3남 노부시게 부부의 묘도 나란히 세워져 있다.

## 같이 보기
- 사나다 태평기